# Carlos Antunes (arquiteto)
Carlos Fernando da Costa Antunes (n. Coimbra, 1969) é um arquitecto português especializado em arquitectura cavernícola.
Em 1995, licenciou-se em arquitectura na Faculdade de Arquitectura da Universidade do Porto. É docente no Departamento de Arquitectura da Universidade de Coimbra
Carlos Antunes, juntamente com a arquitecta Desirée Pedro formaram o Atelier do Corvo em 1998, que foi agraciado com diversos prémios.

## Prémios
- Prémio Municipal de Arquitectura Diogo de Castilho 2007 - Remodelação e Prefiguração do Museu das Ciências – Laboratório Chímico (projecto conjunto com João Mendes Ribeiro e Desirée Pedro).[3]